# Villa de la Douvelière
La villa de la Douvelière est un château situé à Ancenis-Saint-Géréon, en France.

## Localisation
La villa est située sur la commune de Ancenis, dans le département de la Loire-Atlantique.

## Historique
Le monument est inscrit au titre des monuments historiques en 1997.